# Obrovnica
Obrovnica – wieś w Chorwacji, w żupanii bielowarsko-bilogorskiej, w mieście Bjelovar. W 2011 roku liczyła 185 mieszkańców.